# Holcopsis pilifera
Holcopsis pilifera är en tvåvingeart som först beskrevs av Philip 1943.  Holcopsis pilifera ingår i släktet Holcopsis och familjen bromsar. Inga underarter finns listade i Catalogue of Life.